# 威溪乡
威溪乡，是中华人民共和国湖南省邵陽市城步苗族自治县下辖的一个乡镇级行政单位。

## 行政区划
威溪乡下辖以下地区：
安福村、华山村、正冲村、盘古村、兴隆村、白沙村、连云村、漆家村、尖坪村、江口村、转龙村、转兴村、城塘村、长佃村和雪花村。

## 词源学
威溪乡因境内“威溪河”而得名。

## 地理
威溪乡坐落在城步苗族自治县东北部，北和东是武冈市，东南是新宁县，西是西岩镇，南是茅坪镇。
最高点是黄马界，海拔1740米。
威溪乡一共有462条溪流，其中，最大的是威溪河。
威溪水库是威溪乡的一座水库。

## 人口
2015年12月，威溪乡人口是8,780人，苗族人口4,533人，占51.63%，另外有其他8个民族。

## 经济
威溪乡的矿产资源有：铜、锰、钨、锑。
毛竹是威溪乡的主要植物，1990年10月，湖南省人民政府给威溪乡冠名“楠竹之乡”。